# Pietro d'Abano
Pietro d'Abano neboli Petr z Abana (1250 Abano – 1316 Řím) byl italský filosof, astrolog a profesor medicíny v Padově. Narodil se v italském městě z něhož získal své jméno Abano, nyní Abano Terme. Proslavil se napsáním Conciliator differentiarum, quœ inter philosophos et medicos versantur. Byl obviněn z hereze a ateismu, a dostal se před inkvizici. Zemřel ve vězení před skončením procesu.

## Dílo

Conciliator differentiarum philosophorum et precipue medicorum

Ve svém díle vysvětloval a obhajoval lékařský a filosofický systém Averroa a ostatních arabských spisovatelů. Jeho nejznámější práce jsou Conciliator differentiarum quae inter philosophos et medicos versantur (tiskem vyšlo např. v Mantově, 1472; či v Benátkách, 1476), a De venenis eorumque remediis (1472), jejichž francouzské překlady byly publikovány v Lyonu roku 1593.
Již předtím se pokusil srovnat řeckou přírodní filosofii a arabskou medicínu.

Petr z Abana také sepsal grimoár zvaný Heptameron. Koncizní knihu magických rituálů pro vyvolávání specifických andělů sedmi dnů týdne (od toho titul). Nesmí být zaměňováno s Heptameronem Markéty Navarrské.